# Sara Farris
Sara Farris (Sassari, 13 marzo 1985) è un'ex cestista italiana.

## Carriera
Dopo il settore giovanile con la Virtus Sassari e la Mercede Alghero, esordisce in Prima Squadra nel 2000 all'età di 15 anni proprio con la maglia della Mercede Basket Alghero, con cui disputa il campionato 2000-2001 in Serie B d'Eccellenza ed il successivo in Serie A2.
Dal 2002 al 2004 passa in prestito al Sant'Orsola Sassari, squadra della sua città natale, con cui gioca due stagioni in Serie B d'Eccellenza.
Nel 2004 ritorna alla Mercede dove gioca un campionato in Serie A1 (pallacanestro femminile).
La stagione 2005-06 ritorna a giocare, sempre in prestito, al Sant'Orsola Sassari in Serie B d'Eccellenza. Nel 2006-2007, mantiene la categoria iniziando in Sicilia con la Futura Licata e poi trasferendosi nelle Marche alla Fe. Ba. Civitanova.
Nel 2007-08 passa alla Pallacanestro Ribera in Serie A1 e poi nel 2008-09 con il Broni in Serie A2 con cui retrocede in Serie B d'Eccellenza perdendo 2-1 contro Biassono la finale dei playout
Nell'estate del 2009, dopo la retrocessione col Broni, resta in Serie B d'Eccellenza andando a giocare con il Battipaglia, con il quale vince il campionato di Serie B d'Eccellenza.
Affronta la prima parte della stagione 2010-11 indossando ancora la maglia del Battipaglia, per tornare poi a gennaio in Sardegna, per rivestire la casacca della Mercede Alghero, 6 anni dopo il suo esordio in Serie A1 avvenuto proprio con la squadra algherese.
Il 27 luglio 2011 viene ufficializzato il suo passaggio alla Pallacanestro Vigarano con cui vince il campionato di serie A2.
Nell'estate del 2012 ritorna alla Mercede Basket Alghero di cui viene nominata nuova capitana succedendo alla storica Manuela Monticelli ritiratasi (capitana in serie A per 8 anni di fila dal 2004 al 2012).
Il campionato 2013-14 è il suo quattordicesimo giocato in Prima Squadra, così suddivisi tra le tre massime serie italiane: 2 in A1, 6 in A2 ed altrettanti in B.
Dal 2010 ad oggi ha giocato con Marika Zanardi 4 stagioni di fila a Battipaglia, Vigarano Mainarda ed Alghero.

## Palmarès
- Campionato Serie A2 (pallacanestro femminile): 1

Pallacanestro Vigarano: 2011-12
- Campionato Serie B d'Eccellenza: 1

Battipaglia:  2009-10